# Arbutus menziesii
Arbutus menziesii är en ljungväxtart som beskrevs av Frederick Traugott Pursh. Arbutus menziesii ingår i släktet Arbutus och familjen ljungväxter. Inga underarter finns listade i Catalogue of Life.

## Bildgalleri

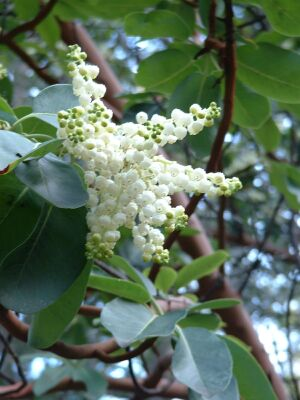
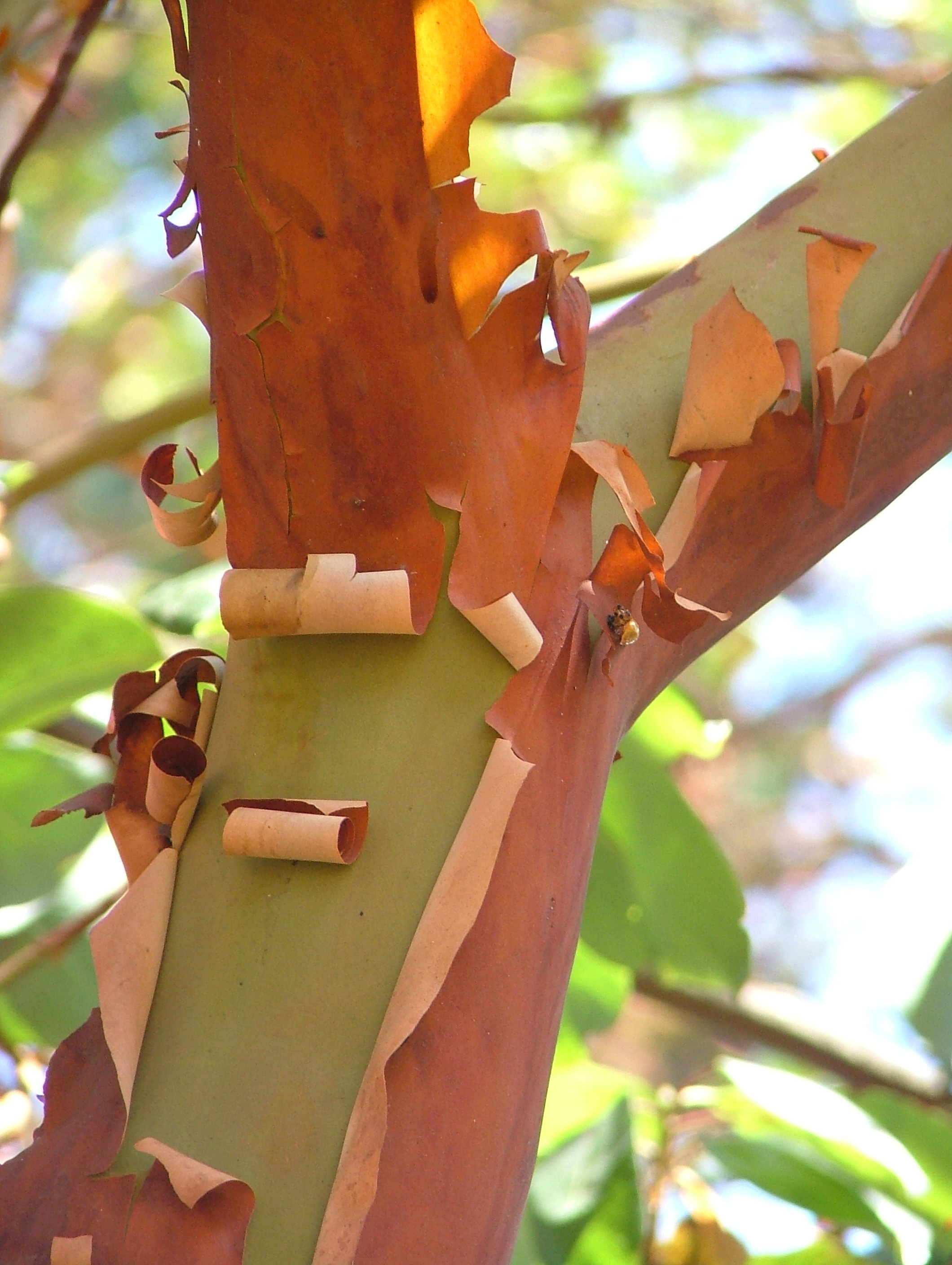
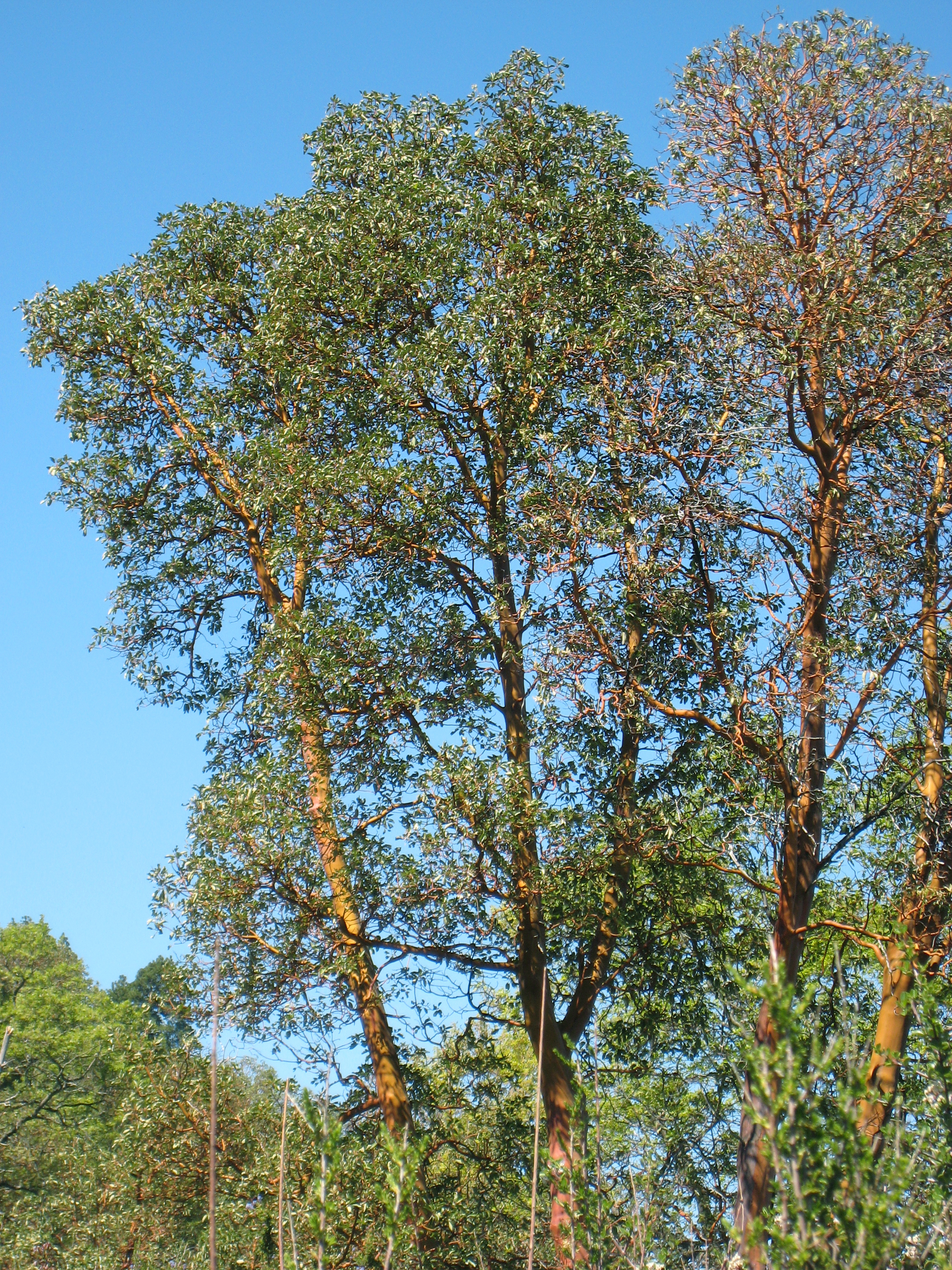
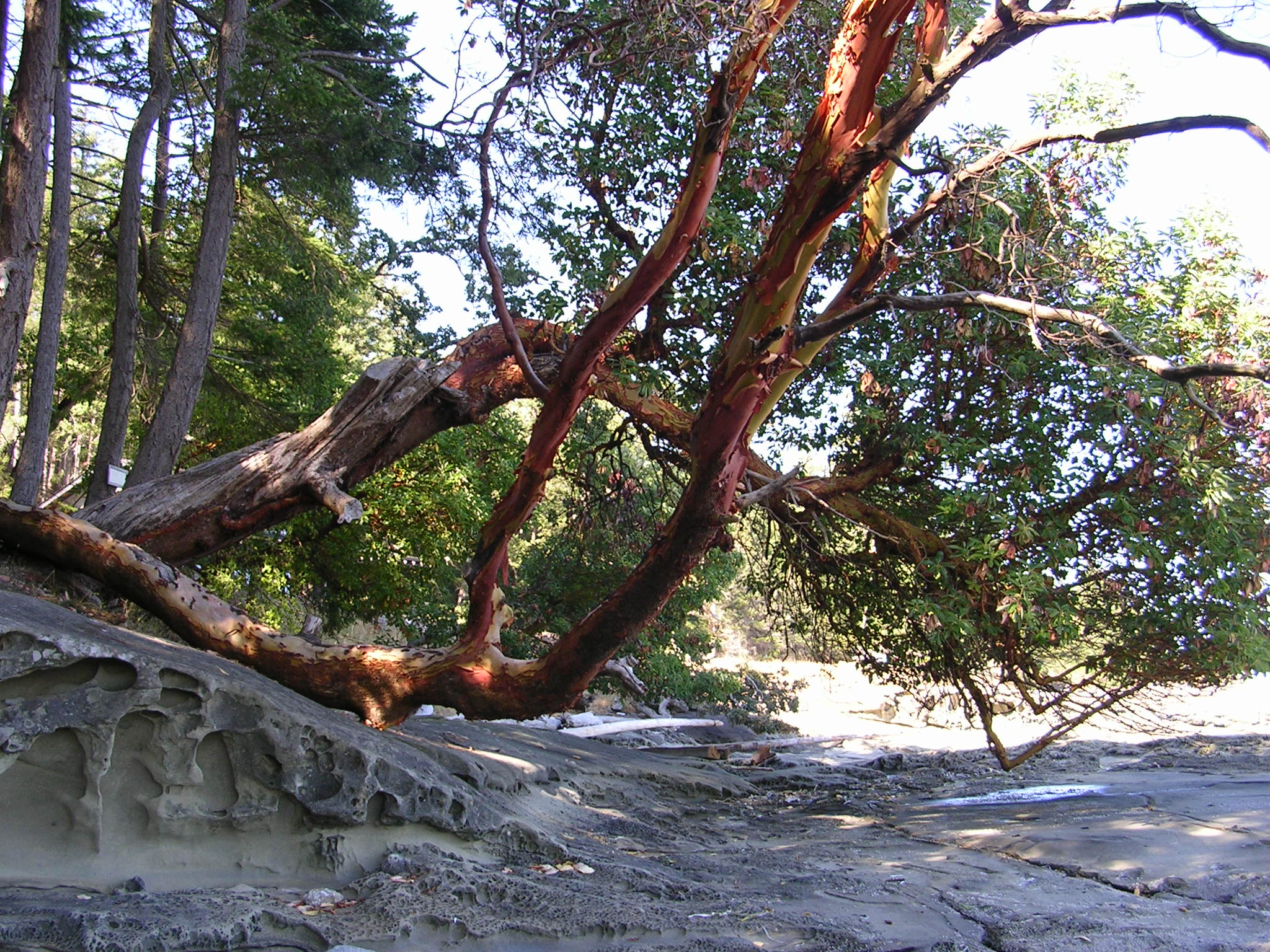
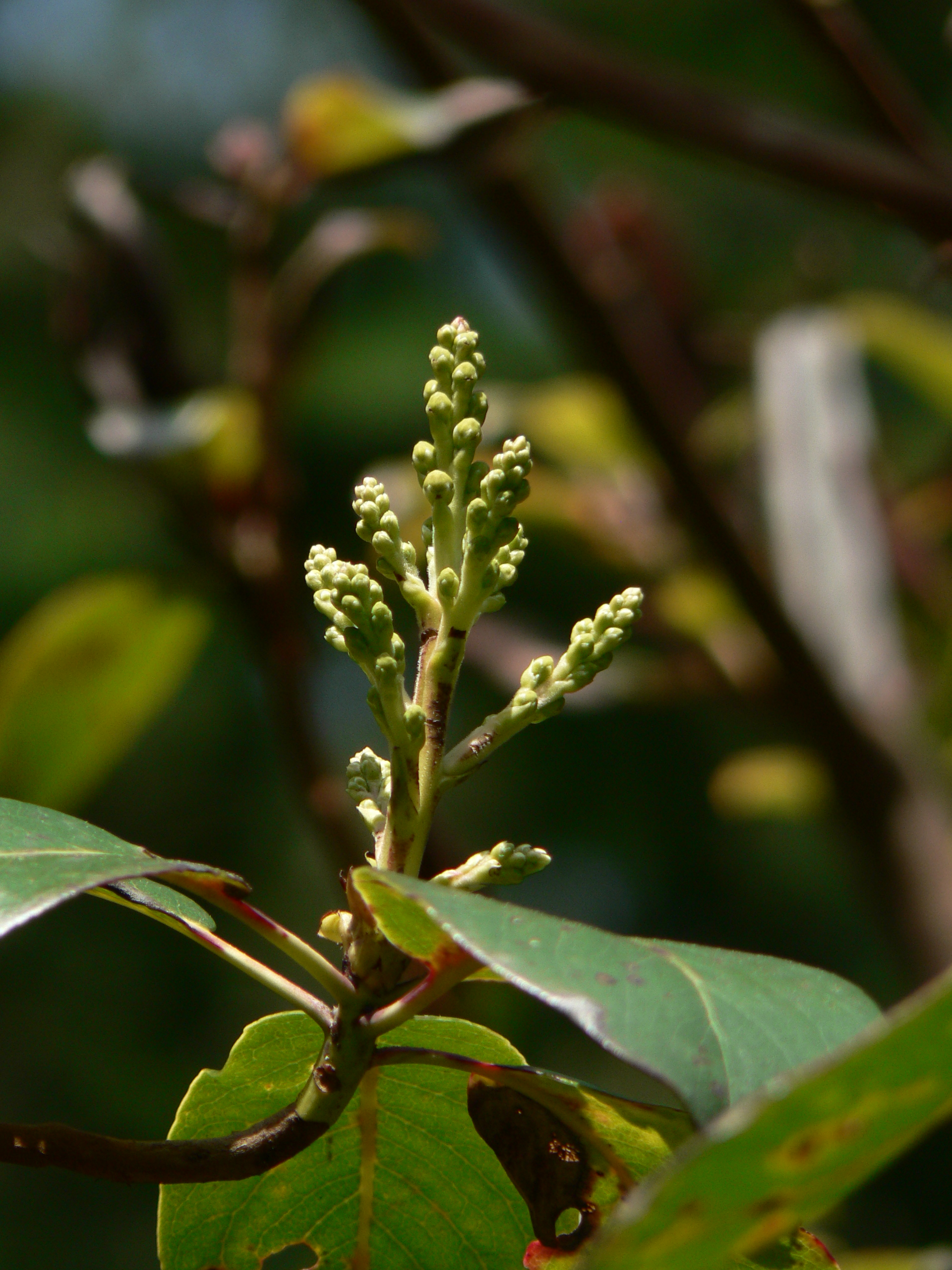
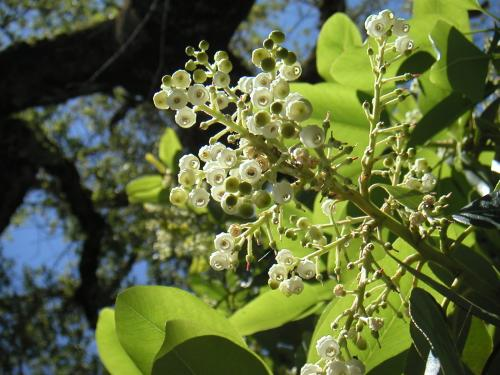